# جلافيكا (فليكا كلادوشا)
جلافيكا (السيريلية : Главица) هي قرية في البوسنة والهرسك. وهي تقع في بلدية وفليكا فيليكا التابعة لكانتون يونا-سانا في اتحاد البوسنة والهرسك. طبقا لنتائج التعداد السكاني للبوسنة عام 2013، فقد كان عدد سكانها 1,135 نسمة.

## التركيبة السكانية

### التطور التاريخي للسكان
| 1961 | 1971 | 1981 | 1991 | 2013 |
| ---- | ---- | ---- | ---- | ---- |
| 702  | 890  | 1039 | 1266 | 1135 |

## وصلات خارجية
- (بالإنجليزية) Maplandia